# Crypteronia glabriflora
Crypteronia glabriflora là một loài thực vật có hoa trong họ Crypteroniaceae. Loài này được J.T.Pereira & K.M.Wong mô tả khoa học đầu tiên năm 1995.